# Bertiera thollonii
Bertiera thollonii är en måreväxtart som beskrevs av Nicolas Hallé. Bertiera thollonii ingår i släktet Bertiera och familjen måreväxter.
Artens utbredningsområde är Kongo. Inga underarter finns listade i Catalogue of Life.